# Liste der Stolpersteine in Selm
In der Liste der Stolpersteine in Selm werden die vorhandenen Gedenksteine aufgeführt, die im Rahmen des Projektes Stolpersteine des Künstlers Gunter Demnig in Selm und in dem Ortsteil Bork bisher verlegt worden sind.

## Stolpersteine
| Adresse                       | Name                 | Inschrift | Verlegedatum  | Bild | Anmerkung |
| ----------------------------- | -------------------- | --- | ------------- | ---- | --- |
| Auf der Sagkuhl 10 (Standort) | Margarete Höwische   | Hier wohnte Margarete Höwische geb. Domgörgen Jg. 1885 verhaftet 13.11.1942 verurteilt nach dem ‘Heimtückegesetz’ Gefängnis Benninghausen bis 13.11.1943 tot an den Folgen | 4. Juni 2012  |      | |
| Bahnhofstraße 37 (Standort)   | Albert Weinberg      | Hier wohnte Albert Weinberg Jg. 1886 deportiert 1941 Riga ermordet | 10. Sep. 2007 |      | geboren am 17. Juli 1886 in Bork                                                                                                  |
| Bahnhofstraße 37 (Standort)   | Gustav Weinberg      | Hier wohnte Gustav Weinberg Jg. 1880 deportiert 1942 Theresienstadt tot 25.9.1942                                                                                          | 10. Sep. 2007 |      | geboren am 25. August 1880 in Bork                                                                                                |
| Bahnhofstraße 37 (Standort)   | Rosa Weinberg        | Hier wohnte Rosa Weinberg geb. Ruthenberg Jg. 1886 deportiert 1942 Auschwitz ermordet                                                                                      | 10. Sep. 2007 |      | geboren am 20. November 1886 in Gütersloh                                                                                         |
| Bahnhofstraße 37 (Standort)   | Helene Weinberg      | Hier wohnte Helene Weinberg geb. Samson Jg. 1887 deportiert 1941 Riga ermordet                                                                                             | 10. Sep. 2007 |      | geboren am 2. Juli 1887 in Herbern                                                                                                |
| Hauptstraße 15a (Standort)    | Rebecca Wollenberger | Hier wohnte Rebekka Wollenberger geb. Goldberg Jg. 1872 deportiert 1942 Minsk ermordet                                                                                     | 10. Sep. 2007 |      | geboren am 6. Juli 1872 in Bork                                                                                                   |
| Hauptstraße 34 (Standort)     | Leonhard Levin       | Hier wohnte Leonard Levin Jg. 1868 deportiert 1942 Minsk ermordet | 10. Sep. 2007 |      | geboren am 23. September 1868 in Bork Schreibweise Vorname (Leonhard) und Nachname (Lewin) im Bundesarchiv abweichend.            |
| Hauptstraße 34 (Standort)     | Jeanette Westheimer  | Hier wohnte Jeanette Westheimer geb. Levin Jg. 1878 deportiert 1942 Minsk ermordet                                                                                         | 10. Sep. 2007 |      | geboren am 23. März 1878 in Bork                                                                                                  |
| Hauptstraße 34 (Standort)     | Hermann Levin        | Hier wohnte Hermann Levin Jg. 1872 deportiert 1942 Minsk ermordet | 10. Sep. 2007 |      | geboren am 14. Januar 1872 in Bork Herrmann Levin wurde mit dem Nachnamen Lewin in die Datenbank des Bundesarchives aufgenommen.  |
| Hauptstraße 34 (Standort)     | Melchior Levin       | Hier wohnte Melchior Levin Jg. 1865 deportiert 1942 Minsk ermordet | 10. Sep. 2007 |      | geboren am 4. Oktober 1865 in Essen Melchior Levin wurde mit dem Nachnamen Lewin in die Datenbank des Bundesarchives aufgenommen. |
| Kreisstraße 80 (Standort)     | Moritz Heumann       | Hier wohnte Moritz Heumann Jg. 1880 deportiert Theresienstadt Auschwitz ermordet 11.10.1944                                                                                | 10. Sep. 2007 |      | geboren am 16. Januar 1880 in Friesheim                                                                                           |